# Amphiledorus balnearius
Amphiledorus balnearius är en spindelart som beskrevs av Rudy Jocqué och Robert Bosmans 200. Amphiledorus balnearius ingår i släktet Amphiledorus och familjen Zodariidae. Inga underarter finns listade i Catalogue of Life.